# Малабарский данио
Малабарский данио (лат. Devario malabaricus) — вид лучепёрых рыб семейства карповых. Обитает на острове Шри-Ланка и в реках западного побережья Передней Индии. Разводится в неволе и популярен как аквариумная рыбка.

## Морфология
На блестяще-серебристом фоне тянутся две синие продольные полосы, из которых верхняя заходит на хвостовой плавник. Между синими полосками располагаются две золотисто-жёлтые, а позади жаберной крышки имеется несколько золотисто-жёлтых пятен. Брюшной и анальный плавники розовато-красные, спинной и хвостовой — голубые. Отличить самца от самки можно по оттенку брюшного и анального плавников. У самца они ярко-розовые, а у самки — бледно-розовые, брюшко у неё полнее, чем у самца. Рыбки достигают в длину 10—12 см.

## Размножение
Рыбка достигает половой зрелости в 9—12 месяцев. Икрометание длится несколько часов. При этом самка выметывает до двух тысяч икринок. Мальки питаются сначала инфузориями, а затем — зоопланктоном.